# 장위안 (영화 감독)

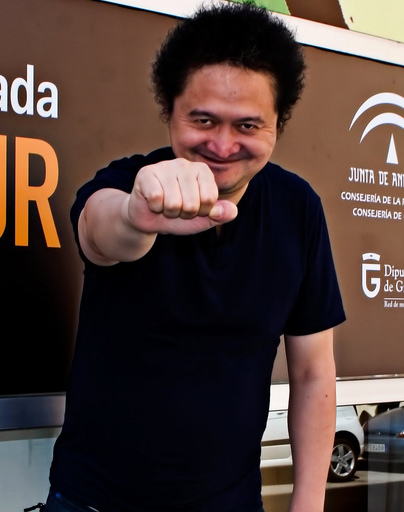
장위안

장위안(중국어 간체자: 张元, 정체자: 張元, 병음: Zhāng Yuán, 1963년 ~ )은 중국의 영화 감독이다.